# Chris Matthews (football américain)
Pour les articles homonymes, voir Matthews.
(en) Statistiques sur pro-football-reference
Christopher Douglas Matthews, dit Chris Matthews, né le 6 octobre 1989 à Long Beach, est un joueur américain de football américain et de football canadien. Il joue à la position de wide receiver (receveur éloigné).

## Biographie
Chris Matthews n'est pas repêché à sa sortie des rangs universitaires, mais signe un contrat avec les Browns de Cleveland en 2011. Il est retranché de l'équipe avant le début de la saison, et se joint aux Blue Bombers de Winnipeg de la Ligue canadienne de football. À sa première saison il est nommé recrue par excellence de la ligue, mais les blessures le ralentissent à sa deuxième année. Son club le libère pour qu'il puisse tenter sa chance dans la NFL, et il obtient un essai avec les Seahawks de Seattle.
Lors de sa première saison dans la NFL, il ne compte pas de réception. Mais au Super Bowl XLIX, il réussit 4 réceptions pour 109 yards ainsi qu'un touchdown.
Il a aussi joué pour les Iowa Barnstormers de l'Arena Football League (AFL).
C'est un cousin de Reggie White.

## Honneurs
- Recrue par excellence de la Ligue canadienne de football : 2012
- Trophée Frank-M.-Gibson (recrue de l'année de la division Est de la Ligue canadienne de football) : 2012